# Osvaldo Gonella
Osvaldo Gonella Castro (San Martín, 30 settembre 1967 – Villa Mercedes, 9 giugno 2021) è stato un hockeista su pista e allenatore di hockey su pista argentino.
Morì nel 2021 per complicazioni legate alla COVID-19.

## Palmarès

### Giocatore
- Coppa delle Coppe: 1

Amatori Lodi: 1993-1994